# حنا هيرش-باولي
حنا هيرش (بالسويدية: Hanna Pauli)‏ ، فيما بعد حنا باولي  (ستوكهولم، 13 يناير 1864 - 29 ديسمبر 1940، سولنا)، كانت رسامة سويدية.

## حياتها

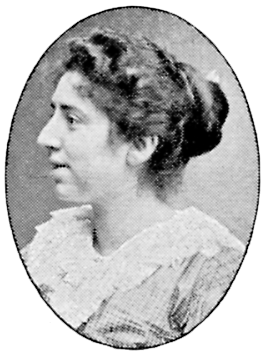
حنا باولي (هيرش)، من معرض الصور السويدي

كانت حنا هيرش ابنة ناشر الموسيقى أبراهام هيرش. وكانت صديقة لإيفا بونير، وتبعوا بعضهم البعض من خلال مدرسة رسم أوغست مالمشتروم، والأكاديمية الملكية السويدية للفنون في ستوكهولم. درست حنا في باريس في الفترة ما بين عام 1885 وعام 1887 في Académie Colarossi ، وتشاركت السكن في استوديو مع بونيير لبعض الوقت. أثناء عملها في باريس، شكلت عددًا من الصداقات الوثيقة مع فنانات أخريات من بلدان الشمال الأوروبي. قبلت رسمتها لصورة الفنانة الفنلندية فيني سولدان (الآن في متحف غوتنبرغ للفنون) في صالون باريس في عام 1887. كانت الصورة واقعية وغير تقليدية ضمن ذلك الوقت تصور فنانة تعمل (جالسة على الأرض مع الطين في يديها) بدلاً من أن ترتدي الزي البرجوازي المناسب. تم تفسير "الشكل غير الرسمي" لتعبير "سولدان" وتشكيله على أنه يعكس نمط الحياة المتحررة لنساء الشمال في باريس في ذلك الوقت "  كما اعتبرت الصورة غير لائقة وتم التنديد بها على أنها بوهيمية.
وصفت باولي الصورة: «لم تكن لدينا ديون كبيرة في ذلك الوقت. كان الاستوديو شديد البرودة والرطوبة. كان على صديقتي الفنلندية الجلوس عندما كنت أرسمها. وفي غرفة النوم كانت الرطوبة يسير على الجدران ولم يكن هناك سوى فتحة إنارة صغيرة في السقف. الجانب المادي من الحياة لم يكن يقلقنا... علاوة على ذلك، كنت أنا وصديقتي نخرج لنتمشى بنعال المنزل؛ لقد حافظ ذلك على جلد الأحذية.» 
حصلت باولي على ميدالية من الدرجة الثالثة عن عملها في معرض المعارض (1889) في باريس. عرضت أعمالها في قصر الفنون الجميلة في المعرض الكولومبي العالمي لعام 1893 في شيكاغو، إلينوي.
كما كان الحال بالنسبة لمعظم الفنانين السويديين الآخرين من جيلها، لامست رسوماتها نمط الرسامين وأجواء الوسط الفرنسي أكثر من معظم الانطباعيين. ومع ذلك، فإن الدهان المستعمل بكثافة والذي استخدمته لإظهار بقع من الضوء على قماش الطاولة الأبيض على لوحة Frukostdags (وقت الإفطار) لعام 1887 (في Nationalmuseum ، استوكهولم)، أثار أحد النقاد حيث علق بأنها ربما استخدمت قطعة القماش لتنظيف فرشتها.
في عام 1887 تزوجت من الرسام جورج باولي وسافرت معه إلى إيطاليا لمدة عام.
كان إنتاجها متناثرًا ويتألف في معظمه من صور لفنانين وكتاب من دائرة أصدقاءها وزوجها، مثل تلك التي رسمتها للرسام كارل نوردستروم (1890 ؛ في مجموعة بونييه بورتريه، نيدري مانيلا، ستوكهولم)، الكاتب فيرنر فون هيدنستام (واحدة من شخصياته الأدبية، 1896)، الكاتبة سلمى لاغرلوف (1932، المتحف الوطني) وصورة مجموعة Vänner (الأصدقاء، عام 1907، المتحف الوطني)و التي تظهر بها الكاتبة إلين كي تقرأ للمجموعة في منزل عائلة باولي.

## صالة عرض

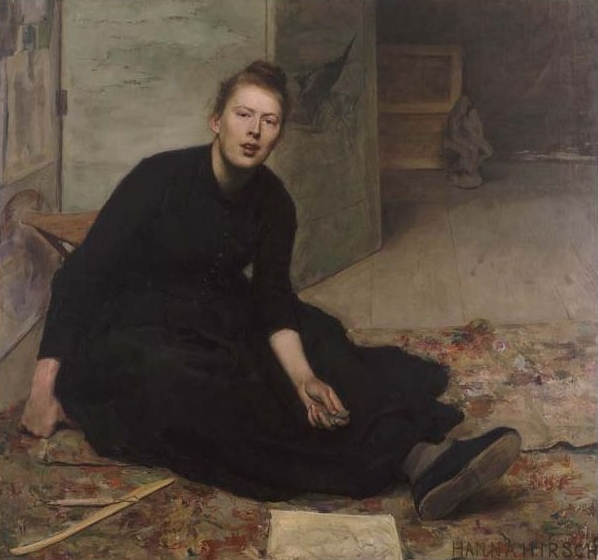
صورة الفنانة فيني سولدان  [لغات أخرى]‏ ، 1887.
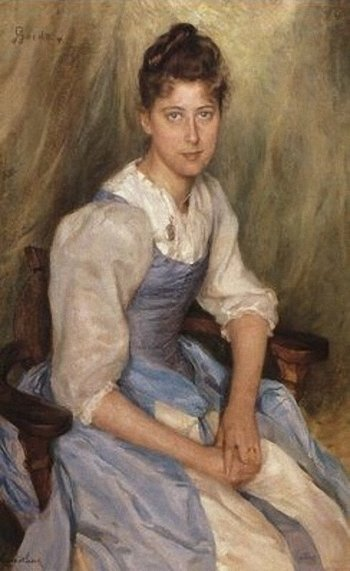
جيردا ، ١٨٩١
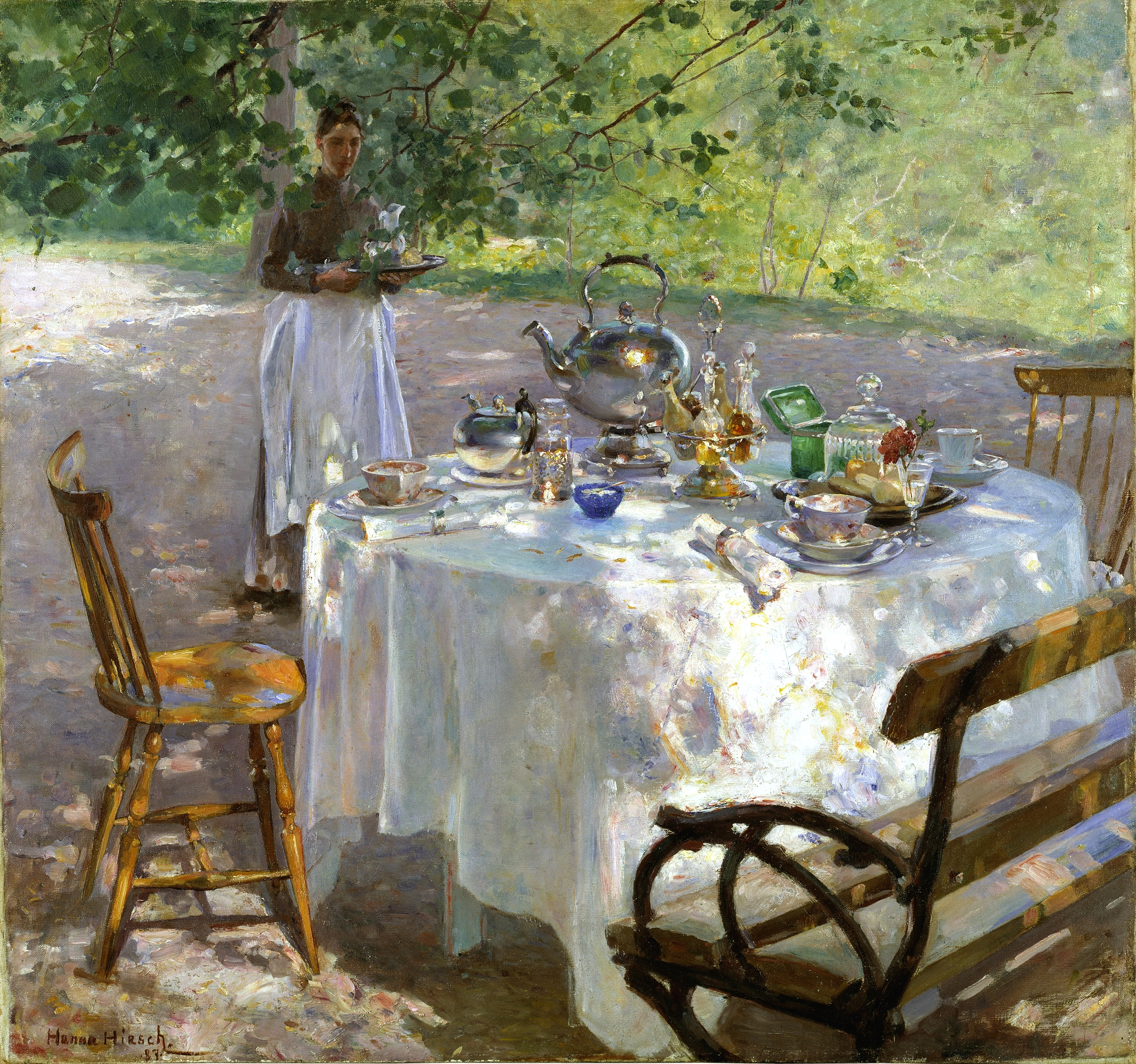
وقت الإفطار  [لغات أخرى]‏ ، 1887
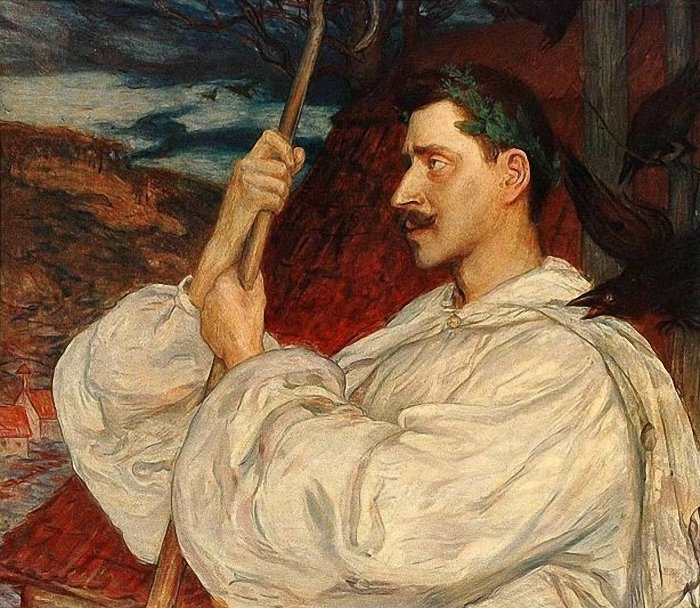
فيرنر فون هايدنستام ، 1896
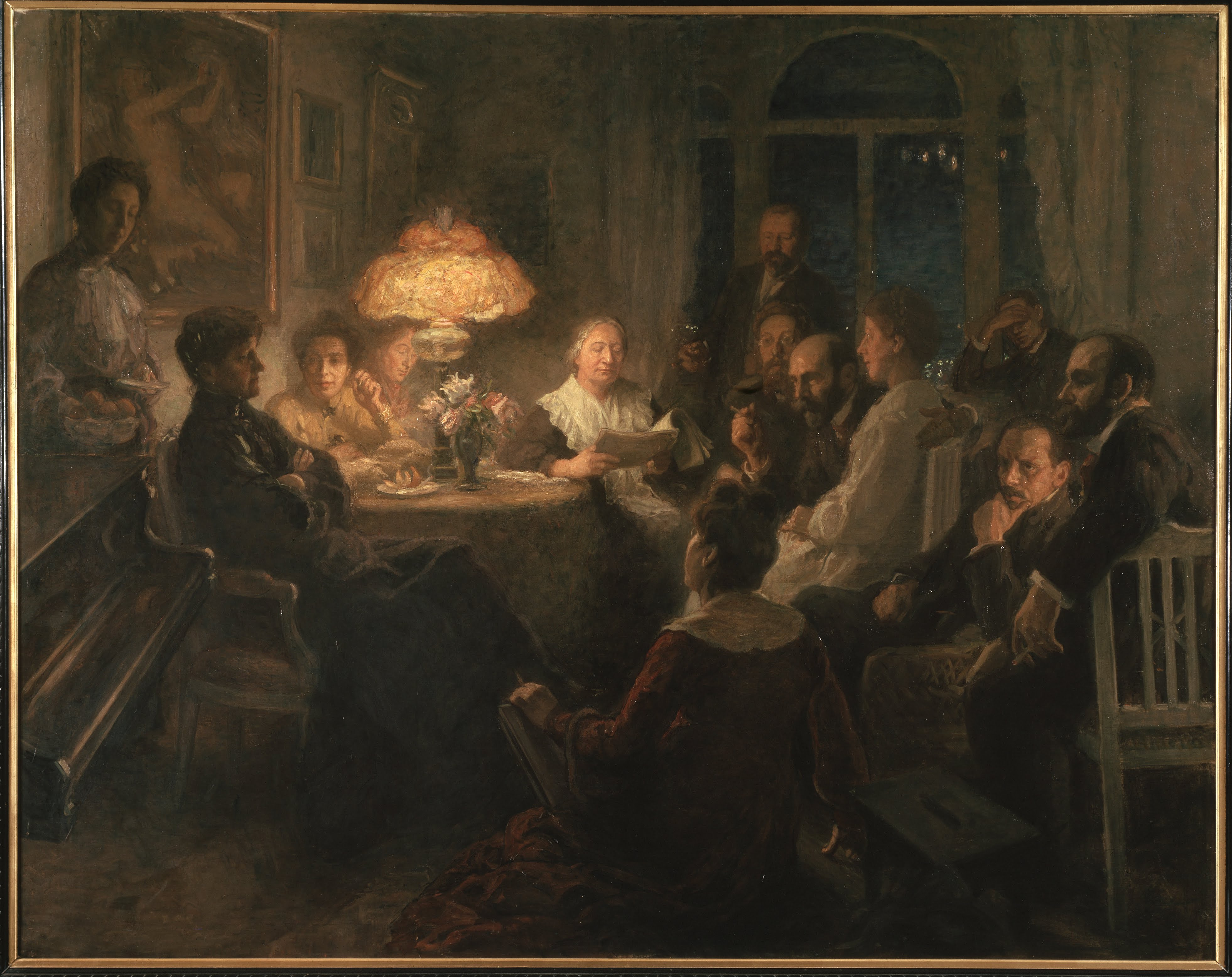
الأصدقاء ، 1900s